# Serbianidad
La serbianidad (en serbio: српство, srpstvo) es un término étnico de uso ambiguo entre los serbios para denotar un tipo de patriotismo o de solidaridad entre los miembros del pueblo serbio. No se debe confundir con el nacionalismo propio ante la falta de una agenda política y la ausencia de un rival antagonista o ante las actitudes agresivas de ciertos miembros de la etnia serbia. Se suele asociar a la devoción por la cultura, historia y la iglesia ortodoxa de Serbia. 

## Inicios
En Serbia empezaron y viven los serbios.

## Medievo
La Batalla de Kosovo en 1389 contra el Imperio otomano es el símbolo más fuerte de la Serbianidad o "Serbdom" y del nacionalismo de los serbios.

## Era moderna
Entre los siglos XIX y XX, surgieron muchos de los movimientos nacionalistas serbios, como el de Narodna Odbrana o del Joven Bosnia, cuya base fuera el sentimiento anti-imperialista (especialmente contra el imperio austro-húngaro) y el Paneslavismo secular y más que otra identidad por credo; en los que incluyeron tanto a ortodoxos como a los musulmanes, como Muhamed Mehmedbašić, en sus miembros. Por otra parte, estaba el movimiento monarquista paramilitar Bela Ruka (creado en 1912) que tenía una mayor aprobación dentro de los sectores tradicionales. En 1920 sus miembros se convirtieron en protagonistas de una fuerza dentro de la Primera Yugoslavia tras la Primera Guerra Mundial.
En el mensaje de Marko Miljanov al embajador austriaco en Montenegro: "Díganle a ese diputado austriaco, que le diga a su emperador, que Dios quiera que se libren las tierras eslavas de su mandato para crear y unir al Serbdom: Bosnia-Herzegovina, Montenegro, Serbia y la Vieja Serbia, para unirlas y hacer el Reino de los Serbios"
El renacimiento del nacionalismo serbio tras tres siglos de mandato otomano en los Balcanes surge al mismo tiempo que el nacionalismo romántico durante las Revoluciones de 1848 en Europa oriental y tras la expansión y surgimiento de un gran poder que apoyaría el movimiento paneslavista ortodoxo, el Imperio ruso, quien se describió a sí mismo como un protector (y posteriormente como un libertador) de los pueblos cristianos ortodoxos (entre serbios, griegos, montenegrinos, rumanos, búlgaros) en tierras otomanas.

## Cultura

### Costumbres y atuendos
- El Šajkača es el sombrero propio de los serbios y de uso nacional para los serbios étnicos; y tiene sus raíces en el s. 18 dentro de las unidades fluviales serbias desde la era de los Habsburgo conocidas como los "Šajkaši" quienes combatieron a los Turcos otomanos alrededor de los ríos Danubio y el Sava. Los gorros remanentes de estos militares se esparcieron con su diseño por entre las villas, y se hizo popular entre las gentes y los transeúntes. Este volvería a aparecer durante las guerras de independencia y tras la gran guerra actuaría ya como elemento propio y oficial del ejército. La mayoría de los serbios étnicos en Serbia y en Bosnia y Herzegovina, especialmente en los pueblos, usan este aditamento en sus labores diarias. Los serbios de Montenegro usan ambos, el Šajkača y el gorro montenegrino, el Šajkača es a su vez un símbolo pro-serbio de tinte político.

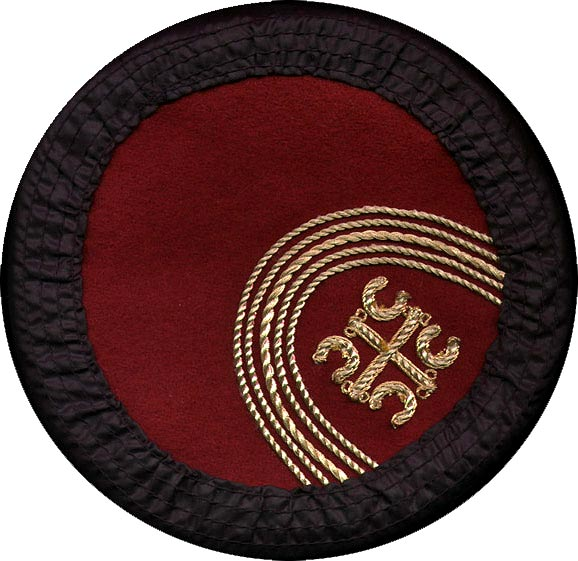
el gorro montenegrino (con la cruz de Serbia, un símbolo nacional).

- El gorro montenegrino es un símbolo nacional para los serbios de Montenegro y que posteriormente sería usado por los montenegrinos para definir una parte de su acervo cultural y definirse a sí mismos como montenegrinos. Originalmente tenía la forma de un cilindro plano, siendo su tope (llamada tepelak) no muy diferente del gorro usado en Herzegovina y al gorro de Lika. Este era totalmente rojo hasta que el príncipe-obispo Petar II Petrović Njegoš le rodeó al suyo con un ribete negro (conocido como derevija),[3] y al que se le daría la definición de un símbolo de autodeterminación en el Kosovoocupado. El mito de Kosovo sería muy popular en el viejo estado de Montenegro. La imposición del gorro entre el cacicazgo montenegrino por parte del príncipe-obispo Pétar II Petrović-Njegoš fue un marco de la expresión en el que ellos eran a su vez parte de la identidad nacional de Serbia.[4] El relato nacional registró la versión más frecuente del gorro de la siguiente manera: el envoltorio negro era señal de dolor por el una vez gran imperio, y el rojo por el desastroso resultado de la Batalla de Kosovo[5] y las cinco franjas chicas del tope representan a los restos remanentes del que fuera una vez un gran reino serbio,[6] tras lo cual se hizo inmensamente popular entre la gente del común durante el reinado del príncipe Danilo I Petrović-Njegoš.Dentro de las rayas tiene una estrella de seis puntas angulares y que representan a la última parte libre, Montenegro, resaltando entre las demás partes ocupadas.[7] Llevado por los gobernantes y jefes, la versión con la símbolo de las cuatro ócil en vez de la estrella se hizo también popular con el pasar del tiempo, y junto al excesivo crecimiento del sentimiento nacionalista de los ciudadanos del común, el símbolo de la iglesia serbia, que sirvió eficazmente y ayudó a la preservación y mantenimiento de la identidad nacional de los serbios en donde estén.